# SM U-106
SM U-106 – niemiecki duży okręt podwodny (U-Boot) typu U-93, jeden z 329 okrętów podwodnych służących w trakcie I wojny światowej w Cesarskiej Marynarce Wojennej (Kaiserliche Marine).
U-106 wszedł do służby 28 lipca 1917, pod dowództwem Kapitänleutnanta Hansa Hufnagela i wziął udział w jednym patrolu bojowym rozpoczętym 2 września 1917. 18 września 1917 najprawdopodobniej zatopił u zachodnich wybrzeży Wysp Brytyjskich HMS „Contest”, brytyjski niszczyciel typu Acasta, oraz uszkodził „City of Lincoln”, parowiec o pojemności 5867 BRT. U-106 został utracony wraz z całą załogą po wejściu na minę w okolicach holenderskiej wyspy Terschelling w archipelagu Wysp Zachodniofryzyjskich 7 października 1917.
W 2009 Holenderska Królewska Marynarka Wojenna zlokalizowała wrak okrętu na północ od wyspy Terschelling, podczas badania dna morskiego przy wyznaczaniu tras żeglugowych. Informacja ta została podana do publicznej wiadomości dopiero w marcu 2011, po potwierdzeniu przynależności wraku przez rząd niemiecki i poinformowaniu rodzin członków załogi. Okręt nie zostanie podniesiony i pozostanie w swojej obecnej lokalizacji jako grób wojenny.